# I. Vilh. Werner
Ignatius Vilhelm Werner (født 8. september 1881 i Thisted, død 26. marts 1968 i Odense) var borgmester i Odense Kommune fra 1937 til 1958, valgt for Socialdemokratiet.
I. Vilh. Werner var søn af en proprietær og kom i lære som maskinarbejder i Thisted og senere Århus. Han flyttede til Odense i håb om arbejde i forbindelse med anlæggelsen af jernbanen og blev ansat ved Allerups nye Maskinfabrik, hvor han blev tillidsmand og formand for Dansk Smede- og Maskinarbejderforbunds lokalafdeling. Den politiske karriere begyndte, da han blev valgt til byrådet i 1917.
Det lykkedes ham 20 år senere at erobre borgmesterposten i det ellers traditionelt konservative Odense, og dermed sad Socialdemokratiet på borgmester i alle de fire største byer. Besættelsestiden betød flere konflikter med den tyske besættelsesmagt, men Werner nød stor folkelig opbakning og kunne derfor blive siddende efter besættelsen. Ved valget i 1954 var han fyldt 70 og skulle efter reglerne forlade borgmesterposten. Men man gjorde en undtagelse, og han forblev borgmester til udgangen af marts 1958, hvor han overlod posten til partilfællen Holger Larsen. Det betød, at han kunne være med til at indvie udvidelsen af Odense Rådhus 2. april 1955.
Også efter sin afgang som borgmester forblev han en markant skikkelse i byens liv. Ved 50-års dagen for hans tiltræden skrev Fyens Stiftstidendes Knud Secher om ham: ”Hans menneskelige og karaktermæssige egenskaber var enestående. Han skabte tillid omkring sig, og han havde i blodet den flair og situationsfornemmelse, som er det vigtigste af alt for en politiker.”